# Barkarby station
Barkarby station är en järnvägsstation på Stockholms pendeltågsnät, belägen på Mälarbanan, i kommundelen Barkarby-Skälby i Järfälla kommun, cirka 14,6 km från Stockholms centralstation. Den har en mittplattform och fyra spår, varav två förbigångsspår för gods- och fjärrtåg samt entré från Barkarbybron i plattformens södra ände, där biljetthallen, förbunden med plattformen genom rulltrappor och hiss, är belägen. Anläggningen i sin nuvarande utformning invigdes den 10 oktober 2016. I ett senare skede kommer en stationsentré även att byggas i norra änden, vilken då kommer att räknas som huvudentré. Båda ingångarna kommer att ske från trafikerade broar över järnvägen.
Antalet påstigande en vintervardag (2014) är 4 400 personer.

## Historik

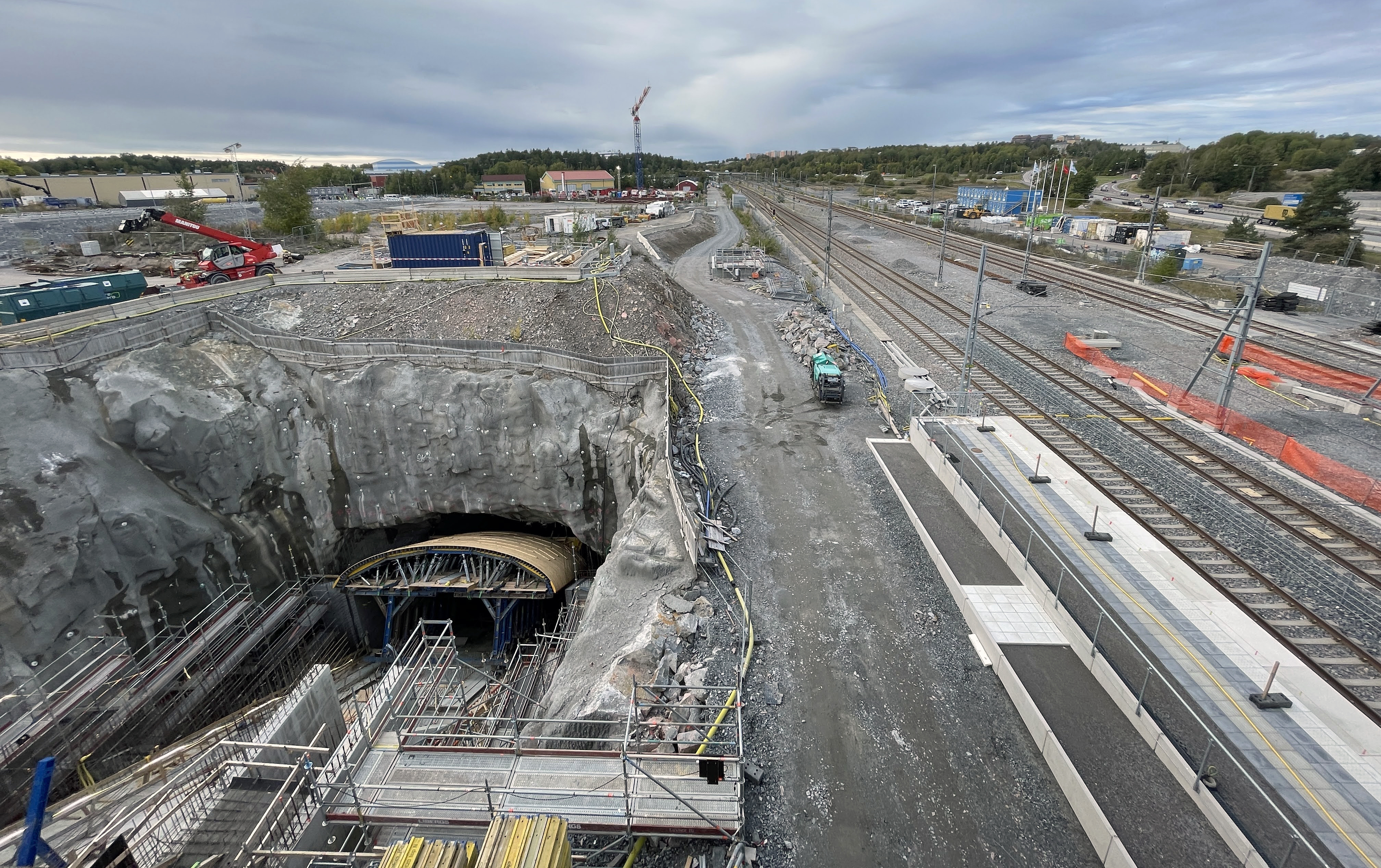
Byggnation av tunnelbanestationens uppgång till den nya stationsentrén

En hållplats öppnades på dåvarande SWB år 1878. Ett antal stationshus har funnits öster om spårområdet; det senaste, byggt år 1922, revs 1969. Efter utbyggnad till dubbelspår uppfördes 1963 ett stationshus på plattformen. Detta nåddes via en gångtunnel. Denna station revs i etapper åren 2014–2015 i samband med utbyggnad till fyra spår. Samtidigt byggdes en ny plattform cirka 250 meter längre norrut. Entrén till plattformen skedde via olika provisoriska lösningar under den tid det tog att färdigställa den nya stationen.
Med utbyggnaden är planen att pendeltågsstation skall kunna utvecklas till ett Stockholm Väst. Detta i anslutning till Stockholmsförhandlingen 2013, vilken planerar en tunnelbanestation till Barkarby station. Stationen ska knyta samman olika trafikslag, bussar från Söderort som ansluter via Förbifart Stockholm, regionaltåg från Mälardalen, pendeltåg och tunnelbanans Blå linje.

## Galleri

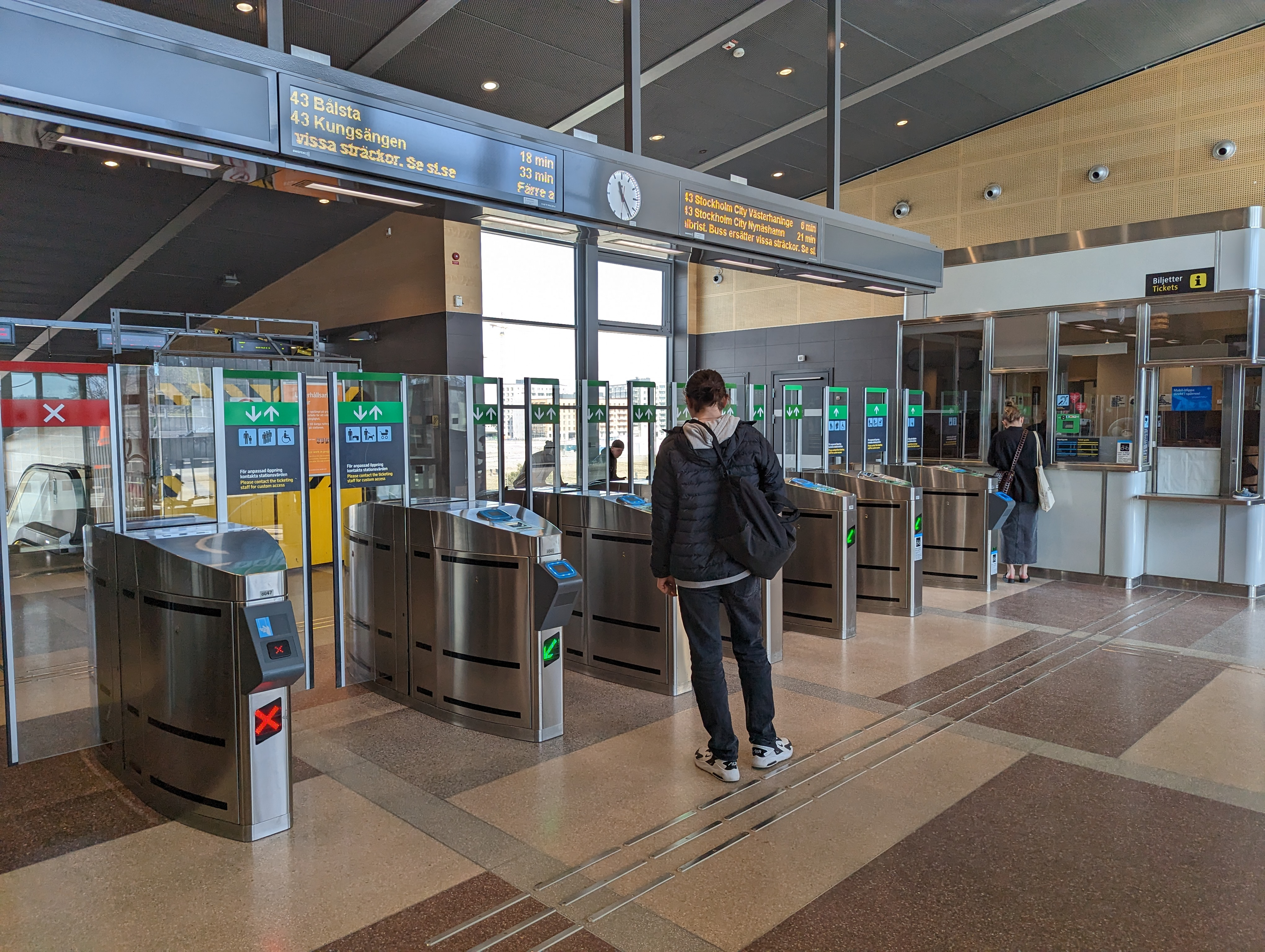
Biljetthallen
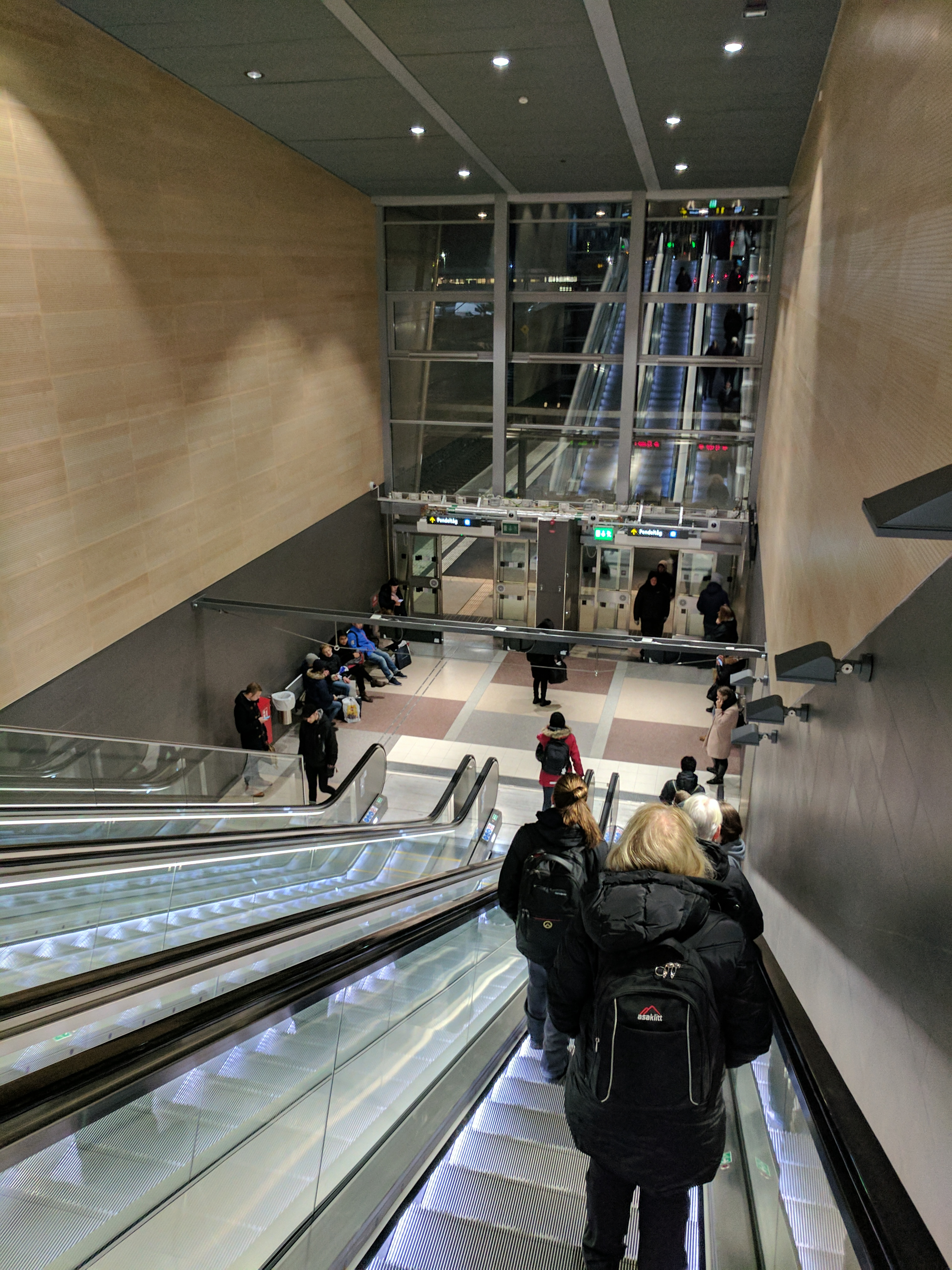
Rulltrappan till vänthallen
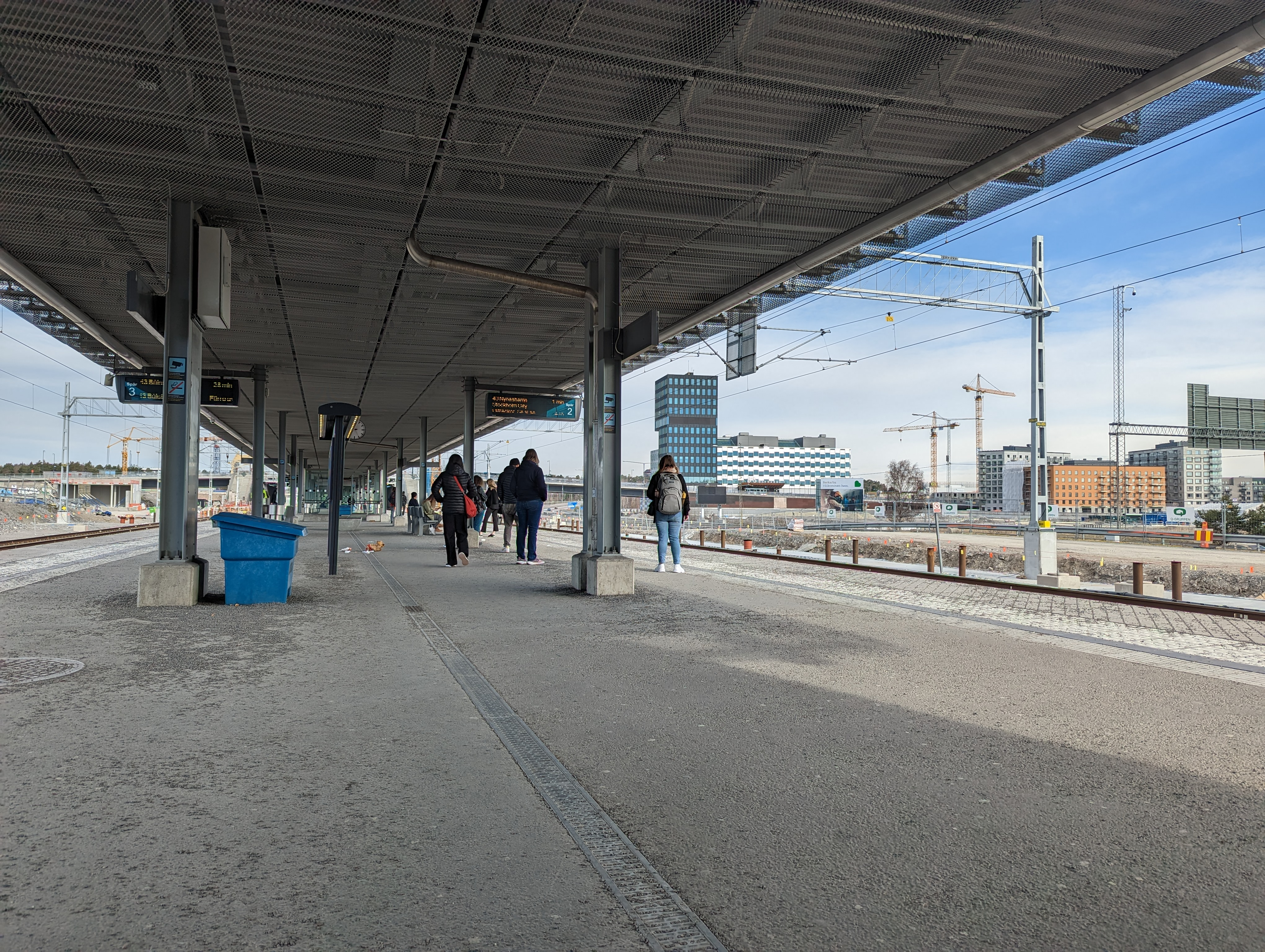
Perrongen
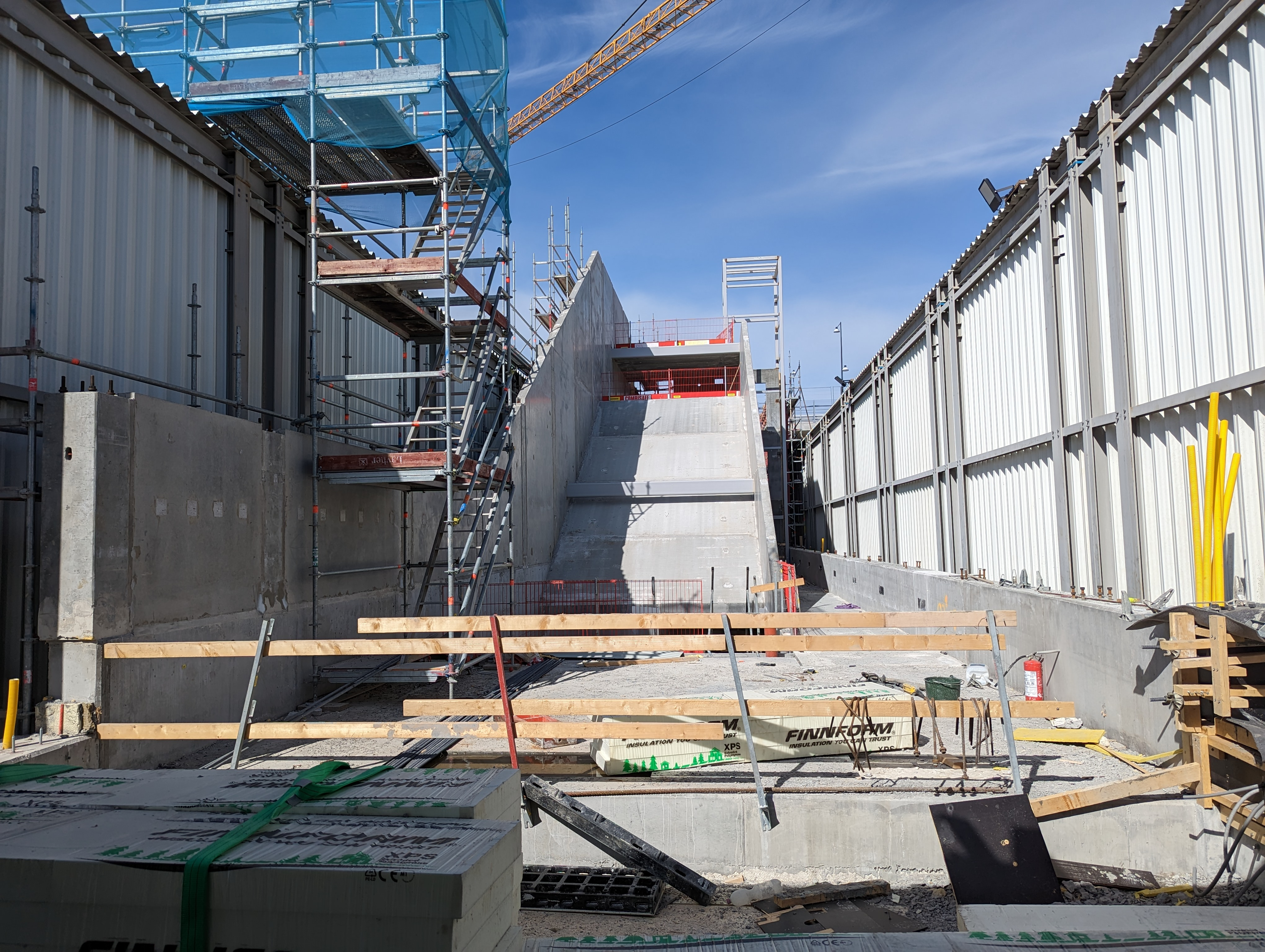
Arbete april 2023 med norra uppgången
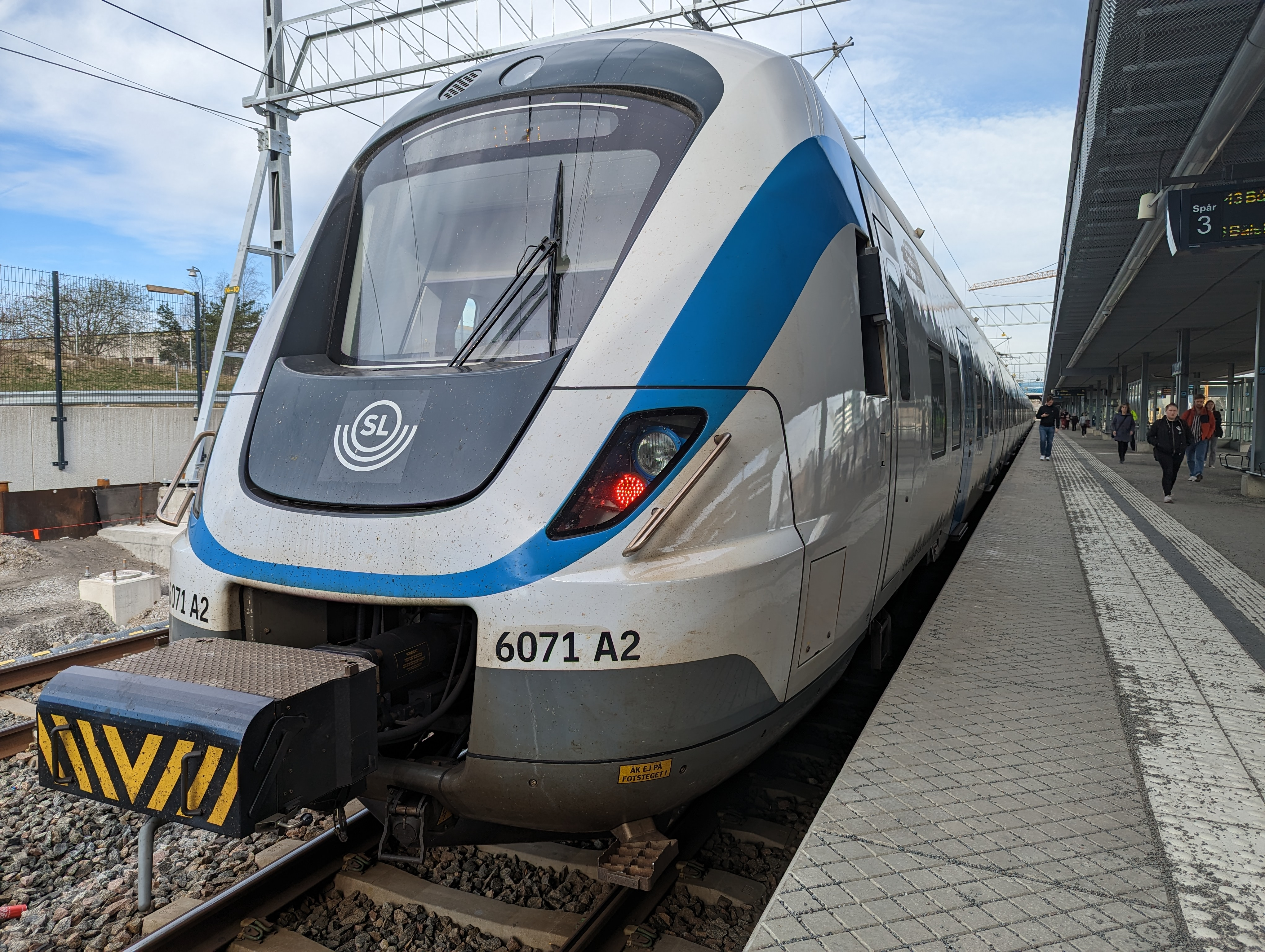
Pendeltåg av typen X60 vid plattformen